# Бредихины Отруба
Бреди́хины О́труба — деревня Добринского района Липецкой области. Входит в Березнеговатский сельсовет.

## География
Расположена на левом берегу реки Плавицы вдоль автодороги Белоносовка — Георгиевка — Березнеговатка — Добринка — Талицкий Чамлык.
Ближайшие населенные пункты:
- Лебедянка ~ 0,8 км
- Бредихино ~ 1,3 км
- Ярлуково ~ 1,85 км.

## История
Деревня возникла в 1910 году. В названии отразилась столыпинская аграрная реформа — отруб — земельный участок, выделенный из общинной земли деревни Бредихино в единоличную крестьянскую собственность (в отличие от хутора — без переноса усадьбы).

## Население
| 2010 |
| ---- |
| 5    |